# Energierecht (Deutschland)
Das Energierecht ist die Gesamtheit der Rechtsnormen, die die Energiewirtschaft regeln. Im engeren Sinne versteht man unter Energierecht das Recht der leitungsgebundenen Energieversorgung mit Strom und Gas, dessen maßgebliche Vorschriften das Energiewirtschaftsgesetz (EnWG) enthält. Seit einigen Jahren hat die Regelungsdichte im Energierecht erheblich zugenommen und das Energierecht ist vielschichtiger und komplexer geworden.

## Allgemeines
Das Energierecht ist eine komplexe Rechtsmaterie, die aus Normen des Öffentlichen Rechts und des Privatrechts besteht. Es weist aufgrund der Auswirkungen der Energieerzeugung, der Energieverteilung und des Energieverbrauchs auf Natur und Umwelt zunehmend engere Bezüge zum Umweltrecht auf.
Neben dem Energiewirtschaftsgesetz gibt es eine Vielzahl von Gesetzen und Verordnungen, die den gesetzlichen Rahmen für den Markt der Energieversorgung bilden. Von zunehmender Bedeutung sind das Umweltenergierecht einerseits und die Vorschriften zum Netzausbau anderseits. Seit vielen Jahren nimmt auch der Einfluss des Europarechts auf die Ausgestaltung des Energierechts zu.

### Ziele
Die Ziele des Energie(wirtschafts)rechts sind eine möglichst sichere, preisgünstige, verbraucherfreundliche, effiziente und umweltverträgliche Energieversorgung der Allgemeinheit, die Sicherstellung eines wirksamen und unverfälschten Wettbewerbs bei der Versorgung mit Energie und die Sicherung eines langfristig angelegten, leistungsfähigen und zuverlässigen Betriebs der Energieversorgung; Ziel des nationalen Energierechts ist auch die Umsetzung und Durchsetzung des Energierechts der Europäischen Union (vgl. § 1 EnWG).

### Untergebiete
Das Energierecht gliedert sich in das Energiewirtschaftsrecht, das Energiekartellrecht, das Energieverbraucherschutzrecht, das Energieumweltrecht und das Energiesicherheitsrecht.
Daneben gibt es andere Rechtsgebiete, die Sonderregelungen für den Energiebereich vorsehen, z. B. das Energiesteuerrecht.
Die gegenwärtig dynamischste Entwicklung nimmt das Energieumweltrecht, das die Förderung erneuerbarer Energien, den Emissionshandel und die Steigerung der Energieeffizienz zum Gegenstand hat. Dieses ist ein Teilgebiet des Umweltenergierechts, das zusätzlich zum Bereich der leitungsgebundenen Energieversorgung auch die Bereiche Wärmeversorgung und Mobilität umfasst; wichtige Gesetze sind u. a. das Kraft-Wärme-Kopplungsgesetz, das Erneuerbare-Energien-Gesetz und das Gesetz über Energiedienstleistungen und andere Energieeffizienzmaßnahmen.

## Lehre und Forschung
Die wichtigsten Forschungseinrichtungen im Bereich des Energierechts sind das Institut für Energiewirtschaftsrecht der Universität zu Köln, das Institut für Berg- und Energierecht der Ruhr-Universität Bochum, das Institut für deutsches und internationales Berg- und Energierecht der TU Clausthal, das Institut für Energiewirtschaftsrecht der Friedrich-Schiller-Universität Jena, das Institut für Energie- und Regulierungsrecht Berlin e. V., das Energie-Forschungszentrum Niedersachsen (efzn, Goslar), die Stiftung Umweltenergierecht (Würzburg), die Forschungsstelle Nachhaltigkeit und Klimapolitik (Leipzig und Berlin) sowie das 2017 gegründete Düsseldorfer Institut für Energierecht der Heinrich-Heine-Universität Düsseldorf.